# Daejeon
Daejeon (hangeul : 대전 ; hanja : 大田 ; RR : Daejeon ; MR : Taejŏn ; litt. « grand champ », /tɛdʑʌn/) ou Taejon,, officiellement la ville métropolitaine de Daejeon (hangeul : 대전광역시 ; hanja : 大田廣域市), est une ville située à l'est de la province du Chungcheong du Sud, en Corée du Sud, légèrement à l'ouest. Elle se trouve à 150 km au sud de Séoul.
C'est la cinquième ville la plus peuplée de Corée. Elle compte 1 530 650 habitants pour 539,84 km2, en 2011, et se démarque par son profil scientifique. De nombreux instituts de recherche publics et privés y sont installés :  tels que l'Institut supérieur coréen des sciences et technologies (KAIST), qui est l'une des plus grandes universités sud-coréennes ainsi que l'une des meilleures universités du pays, où sont enseignées de nombreuses matières scientifiques comme l'informatique, la chimie et la bio-informatique ; l'Institut de recherche de Corée sur l'énergie atomique, l'Institut de recherche en électronique et télécommunications, l'Institut coréen de recherche aérospatiale), l'Institut de recherche coréen de technologie chimique, l'Institut de recherche coréen des sciences et technologies de l'information et de la communication, etc. La ville de Daejeon a été la capitale du Chungcheong du Sud de 1932 à 2012.

## Histoire
On pense que la zone de Hanbat (Daejeon actuel), a été habitée depuis l'époque du Paléolithique. Durant l'âge du bronze qui a suivi, elle a constitué une zone périphérique au nord de Mahan qui était l'un des trois Hans existants à ce moment-là.
Autour du IIIe siècle, la dynastie de Baekje, qui a été fondée le long du bassin de Hangang (Gwangju actuel), conquit Mahan et agrandit son territoire, en l'étendant jusqu'à la côte méridionale de la péninsule. Réussissant son expansion, Baekje a installé sa capitale à Ungjin (Gongju actuel) et a appelé la zone de Daejeon Usul-gun. Usul-gun a été considérée comme une des zones les plus stratégiques lors de la guerre d'unification des trois royaumes, Goguryeo, Baekje, et Shilla.
Quand l'unification de tout le territoire a finalement été réalisée sous la dynastie de Shilla au VIIe siècle, Usul-gun a été renommée Pip'ung-gun. Goryeo a divisé cette zone en Hoedeok-hyeon et Chinjam-hyeon.
Avec l'introduction d'un système de « huit provinces » la 13e année du règne du roi Taejong de la dynastie de Joseon (1413), les deux hyeon ont été renommés gun ; Hoedeok-gun et Chinjam-gun. C'est à ce moment-là que la zone a été nommée Hanbat, signifiant le « grand champ ».
Durant la guerre de Corée (1950-1953) la ville fut le théâtre d'une bataille qui vit la victoire des Nord-Coréens face aux États-Unis.
Daejeon accueillit l'Exposition universelle de 1993. Le site de l'Expo-Park est toujours présent à Yuseong.
En 2002, elle fut une des villes à recevoir la Coupe du monde de football 2002 et le stade de la Coupe du monde de Daejeon qui peut contenir 40 535 personnes fut construit à cette occasion.

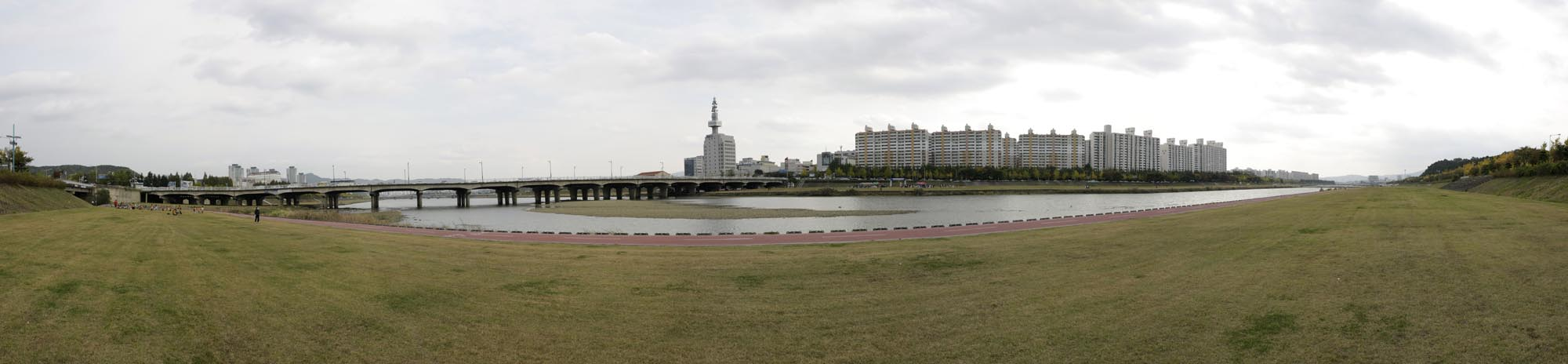
Panorama de Daejeon.

## Géographie
Daejeon est située dans une grande plaine centrale, au cœur de la province du Chungcheong, entre celle du Sud et celle du Nord. C'est un nœud du réseau de transport coréen. L'autoroute venant de Séoul s'y sépare au nord de la ville pour desservir le sud-ouest et le sud-est. Depuis mars 2004, (date d'inauguration du train à grande vitesse en Corée du Sud), le KTX passe à Daejeon pour aller à Séoul au nord, à Busan au sud-est et à Mokpo au sud-ouest.
Au nord-ouest de la ville se trouve le parc national du Gyeryongsan (鷄龍山國立公園), la « montagne du dragon-poulet ». C'est un lieu très populaire pour les randonnées de montagne, mais également pour ses temples Gapsa (甲寺), Donghaksa (東鶴寺), et Shinwonsa.
Une ligne de métro allant du stade de la coupe du monde (Yuseong-gu) jusqu'à la gare (Dong-gu) a été mise en service le 17 mars 2006.
| Mois                                  | jan.       | fév.      | mars       | avril     | mai       | juin      | jui.      | août      | sep.      | oct.      | nov.       | déc.       | année     |
| ------------------------------------- | ---------- | --------- | ---------- | --------- | --------- | --------- | --------- | --------- | --------- | --------- | ---------- | ---------- | --------- |
| Température minimale moyenne (°C)     | −5,4       | −3,5      | 1          | 7         | 12,6      | 17,9      | 21,8      | 22,2      | 17,1      | 9,4       | 2,5        | −3,4       | 8,3       |
| Température moyenne (°C)              | −1         | 1,5       | 6,5        | 13        | 18,2      | 22,4      | 25        | 25,6      | 21,3      | 14,7      | 7,5        | 1,2        | 13        |
| Température maximale moyenne (°C)     | 4          | 7         | 12,6       | 19,2      | 24,1      | 27,5      | 29        | 29,8      | 26,4      | 20,9      | 13,3       | 6,4        | 18,4      |
| Record de froid (°C) date du record   | −18,6 1974 | −19 1969  | −10,7 1977 | −2,9 1991 | 3,1 1981  | 8,1 1992  | 13 1976   | 12,3 1972 | 4,2 1987  | −2,9 1982 | −11,4 1970 | −17,7 1973 | −19 1969  |
| Record de chaleur (°C) date du record | 16,6 2002  | 22,6 2021 | 26,1 2013  | 30,4 2005 | 33,3 2014 | 35,2 1994 | 37,7 1994 | 39,4 2018 | 33,2 1998 | 29,4 1977 | 25,5 2011  | 18,4 1973  | 39,4 2018 |
| Ensoleillement (h)                    | 163,4      | 172,2     | 200,3      | 212,3     | 223,9     | 180,6     | 139,8     | 157,8     | 168,2     | 195,9     | 161,6      | 162,6      | 2 138,7   |
| Précipitations (mm)                   | 29,6       | 34,2      | 55,6       | 81,7      | 103,7     | 206,3     | 333,9     | 329,5     | 169,7     | 47,4      | 41,1       | 25,9       | 1 458,7   |
| Nombre de jours avec précipitations   | 8,5        | 6,7       | 8,4        | 7,7       | 8,7       | 10,5      | 17,1      | 16        | 9,8       | 5,8       | 7,9        | 8,8        | 115,9     |
| Humidité relative (%)                 | 64,8       | 59,5      | 56,5       | 55,3      | 62,1      | 68,7      | 77,7      | 77,5      | 74,4      | 70,4      | 66,9       | 66,4       | 66,7      |
| Nombre de jours avec neige            | 10,2       | 5,9       | 3,3        | 0         | 0         | 0         | 0         | 0         | 0         | 0,1       | 2,4        | 7,6        | 29,6      |

| Diagramme climatique                                  |           |           |           |               |               |             |               |               |             |             |             |
| J                                                     | F         | M         | A         | M             | J             | J           | A             | S             | O           | N           | D           |
| 4−5,429,6                                             | 7−3,534,2 | 12,6155,6 | 19,2781,7 | 24,112,6103,7 | 27,517,9206,3 | 2921,8333,9 | 29,822,2329,5 | 26,417,1169,7 | 20,99,447,4 | 13,32,541,1 | 6,4−3,425,9 |
| Moyennes : • Temp. maxi et mini °C • Précipitation mm |           |           |           |               |               |             |               |               |             |             |             |

## Science
Daejeon est devenue la capitale scientifique de la Corée du Sud par volonté politique de créer un pôle scientifique fort à la fin des années 1960. La plupart des centres de recherche importants sont situés dans la vallée de Daedeok, au nord de la ville, dans le domaine du nucléaire, des télécommunications, de la biologie, de la chimie…
On notera également la présence du KAIST (Korea Advanced Institute of Science and Technology) qui passe pour être la meilleure université scientifique du pays, juste devant Postech de Pohang, mais aussi de l'ICU (Information Communication University), du KSTAR (Korean Superconducting Tokamak Advanced Research), du KARI (Institut coréen de recherche aérospatiale) et du KASI (Institut coréen de science astronomique et spatiale)

## Culture
La ville est renommée pour ses bains chauds, situés à Yuseong.
D'un point de vue gastronomique, la spécialité locale est le « muk », une pâte de gelée de glands très appréciée par les habitants : on fait le voyage de loin pour la déguster.

### Musées
- Musée d'art de Daejeon
- Musée de l'histoire de Daejeon
- Lee Eungno Art Museum
- Daejeon University Museum
- Daejeon Health Sciences College Museum

## Administration
La ville abrite le Complexe gouvernemental de Daejeon

### Divisions administratives
Daejon est composé de cinq arrondissements municipaux appelés « Gu » (구), qui sont eux-mêmes composés de quartiers appelés « Dong » (동).
- Arrondissement de Daedeok ou Daedeok-gu (대덕구; 大德區)
- Arrondissement de Daejeon-Est ou Dong-gu (동구; 東區)
- Arrondissement de Daejeon-Centre ou Jung-gu (중구; 中區)
- Arrondissement de Daejeon-Ouest ou Seo-gu (서구; 西區)
- Arrondissement d'Yuseong ou Yuseong-gu (유성구; 儒城區)

### Sports
- La ville possède le stade de la Coupe du monde de Daejeon qui peut contenir 40 535 personnes. Il a été construit en 2001 et est le stade du Daejeon Citizen.

## Personnalités liées
- Cho Seon-jak (1940-/), écrivain
- Kwon Sang-woo (1976-/), acteur
- Pak Se-ri (1977-/), golfeuse
- Jeong Jang (1980-/), golfeuse
- Yun Mi-jin (1983-/), archère, triple championne olympique
- Song Joong-Ki (1985-/), acteur
- Hwang In-beom (1996-/), footballeur de (FK Rubin Kazan) et joueur international (Équipe de Corée du Sud)
- Kwak Dong-yeon (1997-/),acteur et musicien
- An Yujin (2003-/), chanteuse et leader de IVE

## Jumelages

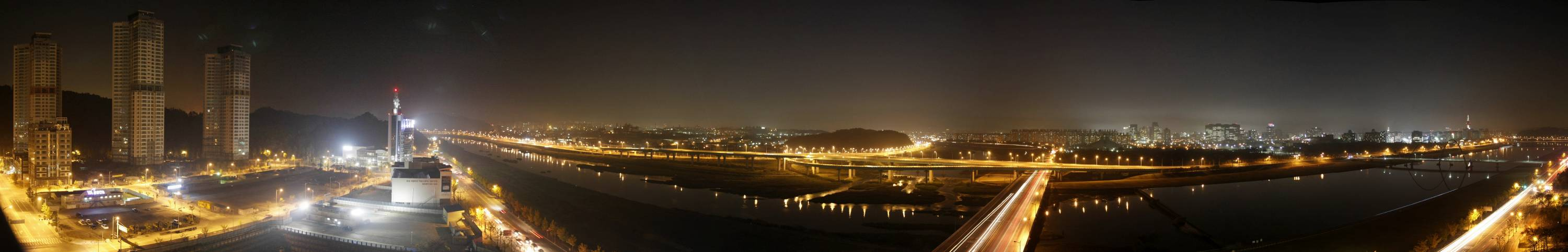
Panorama de Daejeon de nuit.

- Ōda (Japon) depuis 1987
- Seattle (États-Unis) depuis 1989
- Budapest (Hongrie) depuis 1994
- Nankin (Chine) depuis 1994
- Calgary (Canada) depuis 1996
- Guadalajara (Mexique) depuis 1997
- Uppsala (Suède) depuis 1999
- Novossibirsk (Russie) depuis 2001
- Brisbane (Australie) depuis 2002
- Bình Dương (Viêt Nam) depuis 2005
- Sapporo (Japon) depuis 2010